# بطولة أمريكا المفتوحة 1982 - الزوجي المختلط
في بطولة أمريكا المفتوحة 1982 - الزوجي المختلط فاز كل من آن سميث وكيفن كارن على باربارا بوتر وفيردي تيجان في المباراة النهائية بنتيجة 6–7، 7–6 (7–4)، 7–6 (7–5).

## التوزيع
1. آن سميث /  كيفن كارن (البطولة)
2. باربارا بوتر /  فيردي تيجان (النهائي)
3. كاندي رينولدز /  شيرود ستيوارت (نصف النهائي)
4. جوان راسل /  ستيف دينتون (الجولة الأولى)
5. لا يوجد
6. روزماري كاسالس /  لاري ستيفانكي (الجولة الأولى)
7. ماري لو دانيلز /  تيم غوليكسون (الجولة الأولى)
8. بام تيجواردين /  توم غوليكسون (الجولة الثانية)

## المباريات

### مفتاح
- Q = متأهل Qualifier
- WC = وايلد كارد Wild Card
- LL = خاسر محظوظ Lucky Loser
- Alt = بديل Alternate
- SE = Special Exempt
- PR = تصنيف محمي Protected Ranking
- w/o = فوز سهل Walkover
- r = انسحاب Retired
- d = Defaulted
- SR = Special ranking
- ITF = ITF entry
- JE = Junior exempt

### النهائي
| النهائي |                          |   |    |    |
|         |                          |   |    |    |
|         |                          |   |    |    |
| 1       | آن سميث كيفن كارن        | 6 | 7  | 7  |
| 2       | باربارا بوتر فيردي تيجان | 7 | 64 | 65 |